# Oxylia duponcheli
Oxylia duponcheli là một loài bọ cánh cứng trong họ Cerambycidae.